# Henricus Torstani Soterus
Henricus Torstani Soterus, född 1600 i Sotebyn, Tösse socken, Dalsland, död 1645 i Göteborg av pesten, var en svensk rektor och präst. Han var fil.dr. och kontraktsprost i Lundby prosteri.
Soterus tog sin doktorsgrad i Wittenberg år 1628. År 1630 blev han rektor för en skola i Göteborg och pastor i prebendet Tuve och Lundby. När gymnasiet inrättades i staden år 1640 blev han teologi rektor där och utnämndes till kontraktsprost i Lundby prosteri.
Sotérusgatan i stadsdelen Kyrkbyn i Göteborg fick år 1948 sitt namn till minne av Soterus.